# Pseudotraducción
En literatura, una pseudotraducción es un texto escrito como si hubiera sido traducido de una lengua extranjera, aunque no exista el original en esa lengua.

## Historia
La práctica de escribir obras que pretendían falsamente ser traducciones comenzó en los libros de caballerías medievales. Esta práctica era habitual en la España del siglo XVI, donde el Amadís de Gaula y las numerosas obras que de él se derivaron se beneficiaron de la invención de la imprenta para ofrecer fantasías de viajes, guerra y amor a los jóvenes adinerados. Las obras españolas de mayor éxito se tradujeron rápidamente a las principales lenguas de Europa Occidental. Cervantes escribió el Quijote de 1605 para ponerles fin (y lo consiguió) porque creía que la historia falsa era socialmente perjudicial, como explica uno de sus personajes en el capítulo 49.
El concepto de pseudotraducción fue reinventado por el académico israelí Gideon Toury en Descriptive Translation Studies-and Beyond (1995). Esta técnica permite a los autores conocer mejor la cultura en la que se desarrolla la obra al dar por sentado que el lector no está familiarizado con el entorno cultural de la obra, lo que abre la obra a un público mundial más amplio.
Escribir una pseudotraducción implica utilizar características que suelen indicar al lector que el texto es una traducción. Como sostienen algunos traductores, las pseudotraducciones pueden ser una forma de publicar literatura estilísticamente diferente o crítica». Estudiosos como Gideon Toury señalan también que es más probable que los lectores acepten textos que difieren de la norma si son culturalmente distantes.
Muchas obras de ciencia ficción y fantasía pueden considerarse pseudotraducciones de lenguas inexistentes. El Señor de los Anillos, de J. R. R. Tolkien, afirma explícitamente haber sido traducida de las lenguas antiguas de la Tierra Media, mientras que Gene Wolfe, en el epílogo del primer volumen de la serie El libro del sol nuevo afirma que la obra está traducida «de una lengua que aún no ha logrado existir».

## Ejemplos
- Historia de los reyes de Bretaña (1136), de Godofredo de Monmouth.
- Don Quijote (1605), de Miguel de Cervantes.
- Cartas persas (1721), de Montesquieu.
- Cleveland (1731), del Abate Prévost.
- Cándido (1759), de Voltaire.
- Las obras de Ossian (1765), de James Macpherson.
- La Guzla, ou Choix de Poesies Illyriques recueillies dans la Dalmatie, la Croatie et l'Herzegowine (1827), de Prosper Mérimée.
- Le Livre de Jade (1867), de Judith Gautier.
- La Kasîdah de Hâjî Abdû El-Yezdî (1880), de Richard Francis Burton.
- Las canciones de Bilitis (1894), de Piere Louÿs.
- El Señor de los Anillos (1954-1955), de J. R. R. Tolkien, del que se dice que el texto original es el Libro Rojo de la Frontera del Oeste.
- El hombre que calculaba (1938), de Júlio César de Mello e Souza.
- La Fille d'un héros de l'Union soviétique (1990), de Andreï Makine.
- The Beijing of Possibilities (2009), de Jonathan Tel.
- I Am China (2014), de Xiaolu Guo.
- Samen zullen we slapen voor het sterven (2015), de Bavo Dhooge.
- P. Mil (2017), de Jacob Eisenmann.
- El Eterno Regreso a Casa (1985), de Ursula K. Le Guin.

## Lecturas complementarias
- Kupsch-Losereit, Sigrid (28 de enero de 2014).  Kaindl, Klaus, ed. Pseudotranslations in 18th century France. Benjamins Translation Library (en inglés). John Benjamins Publishing Company. pp. 189-202. ISBN 978-90-272-5850-2. doi:10.1075/btl.110.13kup.
- Tahir Gürçağlar, Şehnaz (2010-05). «Scouting the borders of translation: Pseudotranslation, concealed translations and authorship in twentieth-century Turkey». Translation Studies (en inglés) 3 (2): 172-187. ISSN 1478-1700. doi:10.1080/14781701003647384.
- McCall, I. (19 de junio de 2006). «Translating the Pseudotranslated: Andrei Makine's La Fille d'un heros de l'Union sovietique». Forum for Modern Language Studies (en inglés) 42 (3): 287-297. ISSN 0015-8518. doi:10.1093/fmls/cql013.
- Rambelli, Paolo (2006). «Pseudotranslations, Authorship and Novelists in Eighteenth-Century Italy».  En Theo Hermans, ed. Translating Others (Volume 1) (en inglés) (1era edición). Londres: Routledge. pp. 181-193. ISBN 9781315759869. doi:10.4324/9781315759869.
- Nelson, William (1973). Fact or fiction: the dilemma of the Renaissance storyteller (en inglés). Harvard University Press. ISBN 978-0-674-29065-5. Consultado el 6 de diciembre de 2024.